# Harkema
Harkema (también llamado: De Harkema) es un pueblo formado por 4203 habitantes (enero de 2012) en el municipio de Achtkarspelen en el este de Frisia en los Países Bajos. Después de Buitenpost y Surhuisterveen, es el tercer pueblo más grande del municipio.

## Personajes célebres
- Pieter Weening

- Datos: Q1025092
- Multimedia: Harkema / Q1025092